# 桑崎剛
桑崎 剛（くわさき つよし、1954年4月 -2016年2月 ）は、熊本県熊本市東区出身の情報モラル教育、および、教育ICTのスペシャリスト。

## 人物
情報教育、ICTの教育利用、数学教育の取り組みで知られ、近年、情報モラル教育の取り組みを中心として、教育ICT、ICT支援員に関して、各種情報モラル教育普及啓発の諸団体で役員や委員として講演・パネリスト・執筆で活躍する。
専門は、教育工学、情報教育、情報モラル教育、数学教育。

## 略歴
- 1981年3月 - 東京理科大学理学部数学科卒業。
- 1981年4月 - 東京・豊島実業高校常勤講師。
- 1982年4月 - 東京都北区立北中学校教諭。
- 1985年4月 - 合志市立合志中学校教諭就任。その後、人吉市立人吉第三中学校、熊本市立三和中学校の教諭に就任。
- 1993年4月 - 東京工業大学教育工学開発センター研究生。清水康敬研究室に配属され、清水康敬教授の指導を仰ぐ。
- 2001年4月 - 熊本市教育センター指導主事。熊本市地域教育情報ネットワーク、学校図書館ネットワーク等の構築に携わる。
- 2004年4月 - 熊本市立二岡中学校教頭就任。その後、熊本県内の公立中学校教頭を歴任。
- 2013年4月 - 熊本市立総合ビジネス専門学校教頭就任。
- 2015年4月 - 熊本市立総合ビジネス専門学校教頭を定年退職後、情報モラル教育に関する公的委員を中心に活動。
- 2016年2月 - 死去

### 研究歴
- 1989年4月 - 熊本県教育委員会マイ・タッチ計画中学校用副読本企画委員（～1991.3）。
- 1991年4月 - 熊本市教育委員会教育情報ネットワークシステム調査研究委員（～2001.3）。
- 1994年4月 - 熊本市教育委員会研究員（情報教育部会、～1997.3）
- 1996年7月 - 文部省（現:文部科学省）情報教育指導者養成講座 講師。
- 1998年7月 - 九州算数数学研究（熊本）大会実行委員会中学部 事務局長。
- 2005年4月
  - 熊本県小・中学校情報教育研究会 顧問（現任）。
  - 日本教育工学協会(JAET) 理事（現任）。
- 2006年11月 - 全日本教育工学研究協議会全国大会（JAET熊本大会）大会事務局長。
- 2008年4月 - 熊本県PTA連合会「青少年を取り巻く有害環境対策実行委員会」委員（現任）。
- 2009年7月 - 文部科学省「教育の情報化総合モデル支援事業」企画評価委員（現任）。
- 2009年10月 - 内閣府「青少年インターネット利用環境整備普及啓発検討会議」委員長（現任）。
- 2010年4月 - 総務省主管「安心ネットづくり促進協議会」特別会員（現任）。
- 2011年4月 - 日本教育工学会企画委員（現任）。

## 備考
- テレビ東京「日経スペシャル ガイアの夜明け」（2008.5.20放送）などのテレビ出演多数。
- 文部科学省教育委員会月報(2009年11月号)、月刊「家の光(2009年6月号)」、日本教育新聞等、子どものケータイ問題に関して記事執筆や監修等。
- 特定非営利活動法人　NEXT熊本「H20年度 くまもとIT元気表彰」受賞
- 総務省九州総合通信局「H22年度 情報通信月間表彰」受賞